# Daniel Tjernström
Daniel Tjernström est un footballeur suédois, né le 19 janvier 1974 à Karlskoga en Suède. Il évolue comme milieu gauche.

## Sélection
- Suède : 5 sélections

Tjernström obtient ses cinq sélections entre 1997 et 1999, étant titulaire à trois reprises.
À cette époque l'équipe de Suède comporte en effet des joueurs évoluant partout en Europe, comme Pär Zetterberg, Stefan Schwarz, Jesper Blomqvist, Jonas Thern ou encore Håkan Mild. La présence de cette génération dorée du football suédois l'empêche donc de s'imposer.

## Palmarès
Degerfors IF
- Vainqueur de la Coupe de Suède (1) : 1993

 AIK Solna
- Champion de Suède (1) : 2009
- Vainqueur de la Coupe de Suède (2) : 1999, 2009
- Vainqueur de la Supercoupe de Suède (1) : 2010